# Mario Froncillo
Mario Froncillo (Venezia, 3 aprile 1908 – ...) è stato un calciatore italiano, di ruolo centrocampista.

## Carriera
Debutta in massima serie con il Verona nel campionato 1927-1928, disputando complessivamente 12 partite e segnando 2 gol nell'arco di due stagioni.
In seguito milita nella Virtus Spoleto.